# Oskar Nix
Josef Oskar Nix, född 26 oktober 1872 i Närpes, död där 9 juni 1932, var en finländsk bankman och politiker.
Nix, som ursprungligen var jordbrukare, blev 1922 kamrer och senare vd för Närpes sparbank. Han var en central gestalt inom det kommunala livet på hemorten, tillhörde bondeståndet 1905–1906 och satt i enkammarlantdagen 1907–1909 och i riksdagen 1919–1921 (SFP). Han var 1918 medlem av Mannerheims deputation till de skandinaviska länderna.
Nix erhöll kommunalråds titel 1931.